# Malakoff (kaas)
De Malakoff is een Franse kaas uit de buurt van Saint-Brieuc in de Côtes-d'Armor, Bretagne.
De Malakoff is een jonge kaas van rauwe of van gepasteuriseerde koemelk. De kaas rijpt in een rijpingskelder maximaal 1 week, tot het moment dat de schimmel aan de buitenkant zichtbaar wordt. De kaas wordt verkocht in een ronde vorm.
De kaas is te vergelijken met een jonge Gournay affiné